# Грушевка (Пологовский район)
Гру́шевка (укр. Грушівка) — село,
Молочанская городская община,
Пологовский район,
Запорожская область,
Украина.
Код КОАТУУ — 2325281602.
Население по переписи 2001 года составляло 391 человек.

## Географическое положение
Село Грушевка находится на берегах реки Юшанлы. В 1.5 километрах выше по течению расположено село Ударник, в 3 километрах ниже по течению расположено село Могутнее.
В 55 километрах северо-восточнее расположен районный центр — город Пологи, в 90 километрах северо-западнее расположен областной центр — город Запорожье.

## История
Село Грушевка образовано слиянием двух населенных пунктов — Лихтфельд (основан в 1819 году) и Александркрон (основан в 1857 году).
С 1962 года село называется Грушевка.